# 八文字DNA
八文字DNA（英語：Hachimoji DNA，Hachimoji源自日語「八文字」的發音），是一種人工合成的核酸類似物，除含有四種天然DNA中含有的鹼基腺嘌呤（A）、胸腺嘧啶（T）、鳥嘌呤（G）、胞嘧啶（C）外，還含有另外四種天然DNA中不含有的鹼基5-氮雜-7-脫氮鳥嘌呤（P）、6-氨基-5-硝基吡啶-2-酮（Z）、異鳥嘌呤（B）、1-甲基胞嘧啶（dS）。八文字DNA中的鹼基配對除天然DNA的A-T和G-C外，還存在Z-P與dS-B兩種配對方式。八文字DNA也存在對應形式的八文字RNA。
八文字DNA能存儲比DNA更多的信息，對搜尋地外生命的研究也有推動作用。

## 介紹
天然存在的DNA是目前發現的所有細胞生物遺傳信息的載體，由A、T、G、C四種鹼基編碼遺傳信息。天然DNA的基本組成單元是核苷酸，通過3′,5′-磷酸二酯鍵組成骨架。兩條核苷酸鏈之間通過互補鹼基形成的氫鍵非共價結合，組成雙螺旋結構。
八文字DNA中額外含有四個天然DNA中不存在的鹼基P、Z、B、dS（在八文字RNA中記爲rS（異胞嘧啶）），其中P與Z配對，B與S配對（在八文字RNA中配對是B與rS）。八文字DNA中的非天然鹼基疏水性高於天然DNA，不過仍然可以形成與天然DNA相似的雙螺旋結構。體外（in vitro）實驗表明，經過改造的T7 RNA聚合酶能將八文字DNA轉錄成對應的八文字RNA。
| 縮寫 | 縮寫 | 全名 | 分子式   | SMILES                        | 分子結構 | ChemSpider                      | PubChem                          |
| ---- | ---- | --- | -------- | ----------------------------- | -------- | ------------------------------- | -------------------------------- |
| P    | P    | 5-氮雜-7-脫氮鳥嘌呤 2-amino-8-(1′-b-D-2′-deoxyribofuranosyl)-imidazo-[1,2a]-1,3,5-triazin-[8H]-4-one[1]      | C5H5N5O  | C1=CN2C(=O)NC(=NC2=N1)N       |          | 10205066 （页面存档备份，存于） | 135600909 （页面存档备份，存于） |
| Z    | Z    | 6-氨基-5-硝基吡啶-2-酮 6-amino-3-(1′-b-D-2′-deoxyribofuranosyl)-5-nitro-1H-pyridin-2-one[1]                  | C5H5N3O3 | C1=CC(=O)NC(=C1[N+](=O)[O-])N |          | 9357814 （页面存档备份，存于）  | 11182729 （页面存档备份，存于）  |
| B    | B    | 異鳥嘌呤 6-amino-9[(1′-b-D-2′-deoxyribofuranosyl)-4-hydroxy-5-(hydroxymethyl)-oxolan-2-yl]-1H-purin-2-one[1] | C5H5N5O  | C1=NC2=NC(=O)NC(=C2N1)N       |          | 69351 （页面存档备份，存于）    | 76900 （页面存档备份，存于）     |
| S    | rS   | 異胞嘧啶 | C4H5N3O  | C1=CN=C(NC1=O)N               |          | 60309 （页面存档备份，存于）    | 66950 （页面存档备份，存于）     |
| S    | dS   | 1-甲基胞嘧啶 3-methyl-6-amino-5-(1′-b-D-2′-deoxyribofuranosyl)-pyrimidin-2-one[1]                            | C5H7N3O  | CN1C=CC(=NC1=O)N              |          | 71474 （页面存档备份，存于）    | 79143 （页面存档备份，存于）     |

## 意義

### 生物學
八文字DNA的合成證明了天然DNA中的四種鹼基A、T、G、C並不是獨一的，可以認爲這一發現至少在理論層次表明使用新的DNA系統能創造新的生命形式是可行的。不過在現階段，八文字DNA不具有自我維持的能力，八文字DNA目前只能在實驗室中維持，這一過程需要只能通過實驗室合成的八文字DNA特殊組成單元以及經過特殊改造的蛋白質。如果離開實驗室環境，八文字DNA將無法繼續存在。

### 天文学
八文字DNA的研究因可以擴大找尋宇宙中生命體時可能遇到的分子結構範圍而得到NASA資助。NASA行星科學部門的洛瑞·格萊斯（Lori Glaze）認爲，在NASA的行星科學任務中，找尋地外生命的任務越來越重要，關於八文字DNA的研究能促進更有效的設備和實驗流程的開發，擴大我們對地外生命的找尋範圍。八文字DNA研究團隊的負責人史蒂文·本納說：「通過對八文字DNA的形態、大小以及結構的細緻分析使我們對地外生命可能用於儲存遺傳信息的分子有了進一步的瞭解。」

### 其他
研究人員同時認爲，八文字DNA能應用於人的疾病診斷、DNA數據儲存、DNA條形碼、自組裝奈米結構，以及使用非常見氨基酸構建蛋白質等領域，其中一部分技術已商業化。

## 外部連結
- Astronomy FAQ - Why do we assume that other beings must be based on carbon? Why couldn't organisms be based on other substances? （页面存档备份，存于）
- FirebirdBio – official website （页面存档备份，存于）
- Synthorx – official website （页面存档备份，存于）
- YouTube上的Film clip encoded into DNA using CRISPR: video (01:39)